# アントニオ・マヌエル・フェルナンデス・メンデス
トマネ（Tomané）ことアントニオ・マヌエル・フェルナンデス・メンデス（ポルトガル語: António Manuel Fernandes Mendes、1992年10月23日 - ）は、ポルトガルのサッカー選手。ポジションはFW。

## クラブ歴

### ヴィトーリア・ギマランイス
ファフェに生まれた。13歳の時にヴィトーリア・ギマランイスの下部組織に入り、2010年8月16日にトップチームで、つまりプリメイラ・リーガで初出場。しかし同シーズンはこの試合のみの出場であった。
2011-12シーズンはセグンダ・ディヴィソン・ポルトゥゲーザのADオス・リミアノスに期限付き移籍。期限付き移籍から復帰後はトップチームとBチームとを行き来する生活が続いた。
2016年1月27日に5ヶ月の期間で2.ブンデスリーガのMSVデュースブルクに期限付き移籍。2月8日に同リーグで移籍後初出場。

### パネトリコス
2016年6月15日に3年契約でギリシャ・スーパーリーグのパネトリコスFCに移籍。10月15日の試合でキックオフ直後に得点したが、得点はこの1点に止まった。

### ポルトガル帰国
2016年12月30日にFCアロウカに2019年6月までの契約で加入し、ポルトガルに復帰。しかし、2016-17シーズンにアロウカはプリメイラ・リーガから降格したため、CDトンデラに移籍。2018-19シーズンは最終節で降格を免れる厳しいシーズンであったが、その中で彼はキャリアハイとなる12得点をリーグで記録した。

### レッドスター・ベオグラード
2019年7月2日にセルビア・スーペルリーガのレッドスター・ベオグラードに移籍。

### APOEL
2023年6月28日、APOELニコシアに移籍。

### サムスンスポル
2020年夏にサムスンスポルに移籍。

## 代表歴
U-21代表として4試合に出場している。U-21代表初出場は2012年10月15日のウクライナ代表戦であった。